# Georgeantha
Georgeantha, monotipski biljni rod iz porodice Ecdeiocoleaceae. Endem je Zapadne Australije koji raste na pješčanim tlima između Geraldtona i Pertha, u biografskim regijama Geraldton Sandplains i Swan Coastal Plain. 
Oopisan je u Telopea 7(4): 307. 1998.

## Opis
Georgeantha je monotipski rod zeljaste, rizomatske biljke endemične za Zapadnu Australiju. Naraste od 50 do 80 cm visine. Jedina vrsta je Georgeantha hexandra. Rod je dobio ime po zapadnoaustralskom botaničaru Alexu Georgeu, a specifični epitet, "hexandra", navodno se odnosi na šest (grčki, hexa) prašnika (-andrus, muški).